# Montceaux-l'Étoile
Pour les articles homonymes, voir Montceaux (homonymie).
Montceaux-l'Étoile est une commune française située dans le département de Saône-et-Loire, en région Bourgogne-Franche-Comté.

## Géographie
La commune est entourée au nord et au nord-est par la commune de Versaugues, ainsi qu'à l'est. Au sud et sud-est par Anzy-le-Duc. Au sud-ouest, par Avrilly et à l'ouest et nord-ouest par Vindecy. Montceaux-l'Étoile est à 49 km du parc naturel régional du Morvan. Paray-le-Monial est à 16 km.

### Géologie
Terrain à dominante calcaire sur les hauteurs et marneux dans les dépressions. Marnes du lias sur les rives de l'Arconce.

### Hydrographie
L'Arconce, qui traverse la commune est un affluent de la rive droite de la Loire. Il mesure 102 km de long et ses affluents sont : le Recorne, la Sonnette, la Semence, l'Ozolette, le Lucenay, la Sermaize, les Mauvières et la Belaine.
Nous y trouvons des espèces d'intérêt patrimonial : la bouvière, la vandoise, le brochet, le chabot, la lamproie, le barbeau, la lotte de rivière, l'anguille (espèces protégées).
Puis des espèces introduites et nuisibles : le poisson-chat, la perche soleil et d'autres espèces comme le pseudorasbora et le hotu.

### Climat
Pour des articles plus généraux, voir Climat de la Bourgogne-Franche-Comté et Climat de Saône-et-Loire.
En 2010, le climat de la commune est de type climat océanique dégradé des plaines du Centre et du Nord, selon une étude du Centre national de la recherche scientifique s'appuyant sur une série de données couvrant la période 1971-2000. En 2020, Météo-France publie une typologie des climats de la France métropolitaine dans laquelle la commune est exposée à un climat océanique altéré et est dans la région climatique Centre et contreforts nord du Massif Central, caractérisée par un air sec en été et un bon ensoleillement.
Pour la période 1971-2000, la température annuelle moyenne est de 11 °C, avec une amplitude thermique annuelle de 16,9 °C. Le cumul annuel moyen de précipitations est de 777 mm, avec 10,3 jours de précipitations en janvier et 7,2 jours en juillet. Pour la période 1991-2020, la température moyenne annuelle observée sur la station météorologique de Météo-France la plus proche, « Saint-Yan », sur la commune de Saint-Yan à 7 km à vol d'oiseau, est de 11,5 °C et le cumul annuel moyen de précipitations est de 772,4 mm. 
La température maximale relevée sur cette station est de 41,7 °C, atteinte le 31 juillet 1983 ; la température minimale est de −24,2 °C, atteinte le 9 janvier 1985,,.
Les paramètres climatiques de la commune ont été estimés pour le milieu du siècle (2041-2070) selon différents scénarios d'émission de gaz à effet de serre à partir des nouvelles projections climatiques de référence DRIAS-2020. Ils sont consultables sur un site dédié publié par Météo-France en novembre 2022.

## Urbanisme

### Typologie
Au 1er janvier 2024, Montceaux-l'Étoile est catégorisée commune rurale à habitat dispersé, selon la nouvelle grille communale de densité à sept niveaux définie par l'Insee en 2022.
Elle est située hors unité urbaine. Par ailleurs la commune fait partie de l'aire d'attraction de Paray-le-Monial, dont elle est une commune de la couronne,. Cette aire, qui regroupe 19 communes, est catégorisée dans les aires de moins de 50 000 habitants,.

### Occupation des sols
L'occupation des sols de la commune, telle qu'elle ressort de la base de données européenne d’occupation biophysique des sols Corine Land Cover (CLC), est marquée par l'importance des territoires agricoles (94,3 % en 2018), une proportion identique à celle de 1990 (94,3 %). La répartition détaillée en 2018 est la suivante : prairies (61,7 %), zones agricoles hétérogènes (25,5 %), terres arables (7,1 %), zones urbanisées (2,9 %), forêts (1,6 %), milieux à végétation arbustive et/ou herbacée (1,2 %). L'évolution de l’occupation des sols de la commune et de ses infrastructures peut être observée sur les différentes représentations cartographiques du territoire : la carte de Cassini (XVIIIe siècle), la carte d'état-major (1820-1866) et les cartes ou photos aériennes de l'IGN pour la période actuelle (1950 à aujourd'hui).

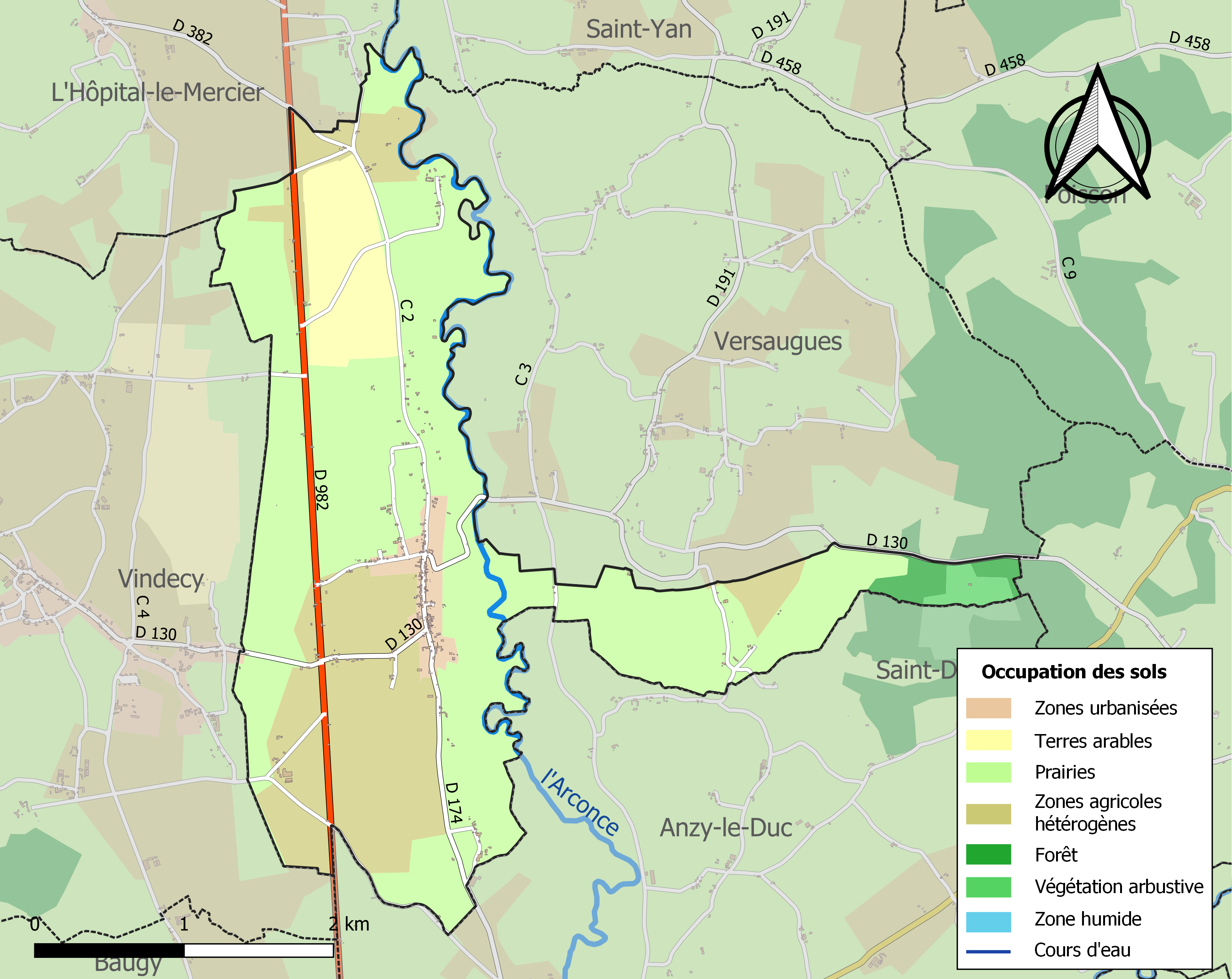
Carte des infrastructures et de l'occupation des sols de la commune en 2018 (CLC).

## Toponymie
Le mot latin mons a donné moncel ou Montceau : petite éminence pouvant s'appliquer à de simples collines. Dans un pouillé du XIe siècle est cité Montecellium, puis Monceaulx (1376), Montceaux-l'Étoile apparait en 1757. Le second élément du nom rappelle que la terre appartenait à la seigneurie de l’Étoile.

## Histoire
La seigneurie de Montceau l'Étoile est la réunion de deux fiefs au XVIIe siècle : celui de la Maison de Fougères, seigneur du lieu au finage de Ligny-en-Brionnais, et celui des Saint-Georges à (Montceaux).
En avril 1164, le pape Alexandre III, réfugié en France, donne une bulle à l'abbaye Saint-Martin d'Autun, confirmant qu'elle possède le patronage de l'église paroissiale : Ecclesiam de Moncellis.
La seigneurie de Champron à Ligny en Brionnais fut donnée en 1248 par Saint Louis à la famille de Vichy pour leurs faits d'armes aux Croisades. Le château-forteresse existait déjà et appartenait aux Vichy. La seigneurie de l'Étoile à Ligny en Brionnais et celle de Montceau appartenaient au même seigneur : Philibert de Fougères. Il a deux filles qui épousent chacune un fils de Saint-Georges Renaud et Claude. À la mort de leur père, Philiberte, épouse de Renaud de Saint Georges, hérite de la seigneurie de l'Étoile à Ligny en Brionnais ; sa sœur Adrienne, épouse de Claude de Saint Georges, hérite de la seigneurie de Montceaux : d'où Montceaux l'étoile ! Gaspard III de Vichy-Champrond en 1752 rachète la seigneurie de Montceaux aux Saint Georges et l'offrira à sa belle-fille Claudine de Saint Georges en 1764 lors de son mariage avec Abel Claude Marie Marthe, son fils aîné ; Abel et Claudine ont 2 fils ; puis son épouse décède en 1775. Il reste en son château, s'occupant dans les passions de son temps, au château de Montceau l'Étoile dont reste aujourd'hui une tour dite Tour Cagliostro. Son malheur sera sa rencontre avec Cagliostro, qui va le ruiner. Il paraît qu'il s'y livrait avec celui-ci à l'observation des astres, à l'alchimie et l'astrologie également. Il est à Londres avec lui lorsqu'éclate l'affaire du collier de la reine. Puis la Révolution éclate... il émigre avec ses 2 fils, revient en France pour épauler l'Armée contre révolutionnaire, se bat au siège de Lyon, est capturé et sera fusillé (avec beaucoup d'autres...) en octobre 1793. Le château de Montceaux sera pillé, brûlé, vendu comme bien d'émigré... et finira par disparaitre !
Au XVIe siècle, cette seigneurie est à la famille des Fougères.

## Politique et administration

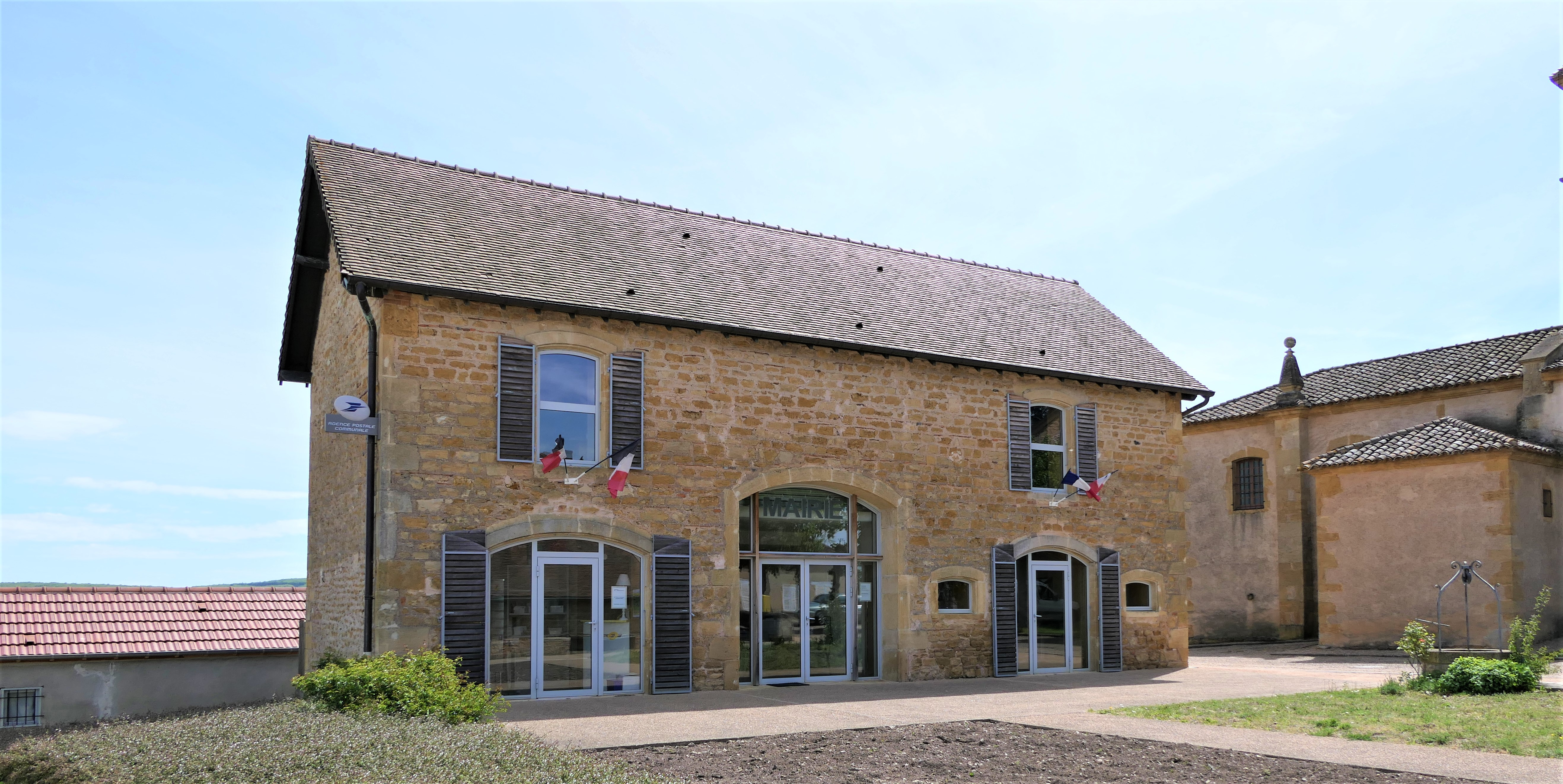
La mairie de Montceaux-l'Étoile.

| Période                                  | Période  | Identité             | Étiquette | Qualité |
| ---------------------------------------- | -------- | -------------------- | --------- | ------- |
| 1804                                     | 1824     | Abel Claude de Vichy |           |         |
| 1992                                     | 2018     | Vincent de la Celle  |           |         |
| 2018                                     | 2020     | Alain Chemy          |           |         |
| 2020                                     | En cours | Georges Prost        |           |         |
| Les données manquantes sont à compléter. |          |                      |           |         |

## Démographie
L'évolution du nombre d'habitants est connue à travers les recensements de la population effectués dans la commune depuis 1793. Pour les communes de moins de 10 000 habitants, une enquête de recensement portant sur toute la population est réalisée tous les cinq ans, les populations de référence des années intermédiaires étant quant à elles estimées par interpolation ou extrapolation. Pour la commune, le premier recensement exhaustif entrant dans le cadre du nouveau dispositif a été réalisé en 2007.

En 2022, la commune comptait 297 habitants, en évolution de +1,02 % par rapport à 2016 (Saône-et-Loire : −1,06 %, France hors Mayotte : +2,11 %).
| 1793 | 1800 | 1806 | 1821 | 1831 | 1836 | 1841 | 1846 | 1851 |
| ---- | ---- | ---- | ---- | ---- | ---- | ---- | ---- | ---- |
| 519  | 429  | 434  | 526  | 533  | 489  | 466  | 479  | 498  |

| 1856 | 1861 | 1866 | 1872 | 1876 | 1881 | 1886 | 1891 | 1896 |
| ---- | ---- | ---- | ---- | ---- | ---- | ---- | ---- | ---- |
| 532  | 530  | 497  | 526  | 532  | 555  | 541  | 511  | 501  |

| 1901 | 1906 | 1911 | 1921 | 1926 | 1931 | 1936 | 1946 | 1954 |
| ---- | ---- | ---- | ---- | ---- | ---- | ---- | ---- | ---- |
| 470  | 456  | 438  | 385  | 372  | 365  | 333  | 325  | 332  |

| 1962 | 1968 | 1975 | 1982 | 1990 | 1999 | 2006 | 2007 | 2012 |
| ---- | ---- | ---- | ---- | ---- | ---- | ---- | ---- | ---- |
| 312  | 311  | 310  | 301  | 264  | 255  | 257  | 257  | 297  |

| 2017 | 2022 | - | - | - | - | - | - | - |
| ---- | ---- | - | - | - | - | - | - | - |
| 290  | 297  | - | - | - | - | - | - | - |

En 2013 les 302 habitants de la commune ont pour 109 d'entre eux moins de 30 ans, 110 ont entre 30 et 59 ans et 73 ont 60 ans et plus.
Les personnes âgées de 15 à 64 ans, au nombre de 174, sont, pour 131 d'entre elles des actifs ayant un emploi (74,9 %). Les retraités représentent 10,5 %, les chômeurs 5,3 %, les étudiants 4,1 % et les autres inactifs 5,3 %.
102 des 131 actifs habitant la commune sont des salariés et 29 des non-salariés.

### Logement
Le nombre total de logements est de 167 (augmentation de 15 logements de 2008 à 2013), dont 120 résidences principales, 31 résidences secondaires et logements occasionnels, et 16 logements vacants.

## Culture locale et patrimoine

### Lieux et monuments

#### Église Saint-Pierre-et-Saint-Paul
Église Saint-Pierre-Saint-Paul de Montceaux-l'Étoile est romane et date du XIIe siècle. Elle est à nef unique, clocher carré à 2 étages de baies géminées, séparées par des colonnettes dont les chapiteaux sont sculptés. Les archivoltes enveloppantes du premier étage, aux arcatures lombardes sous la corniche du sommet, permettent clairement la reconnaissance du style roman brionnais. Le portail sculpté du XIIe siècle (vers 1120-1125) présente l'Ascension. Le Christ dans une mandorle, tenant dans sa main droite le bois de sa croix, au milieu des Apôtres, entouré par deux anges, est un chef-d'œuvre de la sculpture brionnaise. Le tympan et le linteau sont taillés dans la même dalle de calcaire. Au linteau, la Vierge et les Apôtres regardent, les yeux tournés vers le Ciel. La porte est doublée de planches horizontales à l'extérieur et verticales à l'intérieur, avec des ferrures du XIIe siècle.
L'intérieur à nef unique est orienté au levant, avec une travée de chœur réduite. Les fenêtres sont à double ébrasement. On retrouve au niveau de la travée du chœur la construction primitive : la coupole et les arcs de décharge en plein cintre supportent le clocher. On peut encore voir les structures de l'abside romane, semi-circulaire, couverte d'un cul-de-four, reposant partiellement sur une arcature en plein cintre.
Abel de Vichy la fit ouvrir en 1777 pour réaliser la chapelle funéraire de son épouse, Claudine de Saint-Georges. Le style rococo, comme l'église de Fleury-la-Montagne, fait de ces deux édifices les seuls de ce style en Brionnais. La voûte de la nef est en berceau plein cintre, les colonnes supportant les voussures, comportent des chapiteaux. Restaurée au XIXe siècle, elle vient de l'être à nouveau, ce qui a permis de redécouvrir les dorures et faux marbres de l'autel ainsi que les boiseries d'origine. L'autel est en granit avec les armoiries de Vichy et de Saint-Georges. C'est à cette occasion que fut retrouvée au-dessus de la porte de la sacristie une peinture murale du XVIe siècle. Cette église était une annexe de la paroisse de Versaugues et desservie par les moines du prieuré d'Anzy-le-Duc, lui-même rattaché à l'abbaye de Saint-Martin d'Autun. Ces derniers partageaient les droits seigneuriaux avec le seigneur local.
Pendant cinq mois, après son retour de Bavière où il avait émigré, Roch-Étienne de Vichy, comte de Vichy, seigneur et baron d'Anzy-le-Duc, aumônier de la reine Marie-Antoinette, dernier prieur du prieuré d'Anzy-le-Duc et qui s'était installé dans le château de ses ancêtres, exerça les fonctions curiales de septembre 1803 à janvier 1804.
Les vitraux modernes, dénommés par leur auteur Paradis, sont du père Kim En Joong. L'église Saint-Pierre-Saint-Paul fait l’objet d’un classement au titre des monuments historiques depuis le 16 novembre 1893.

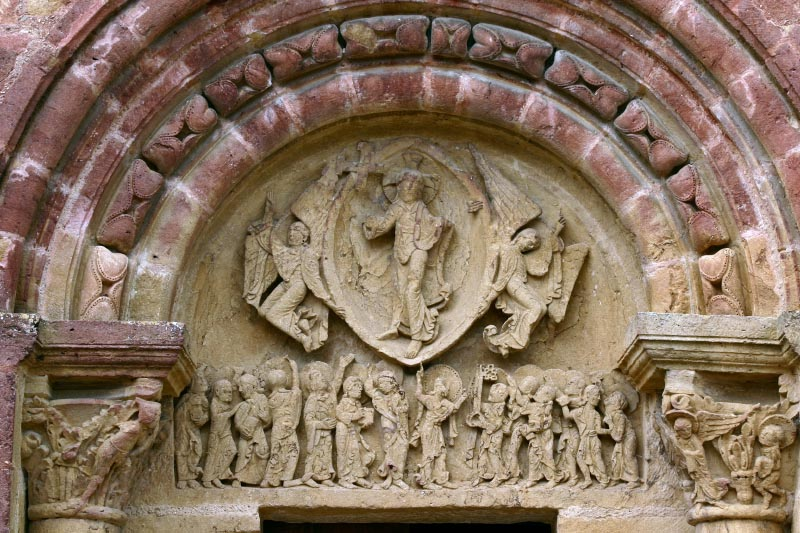
Portail.
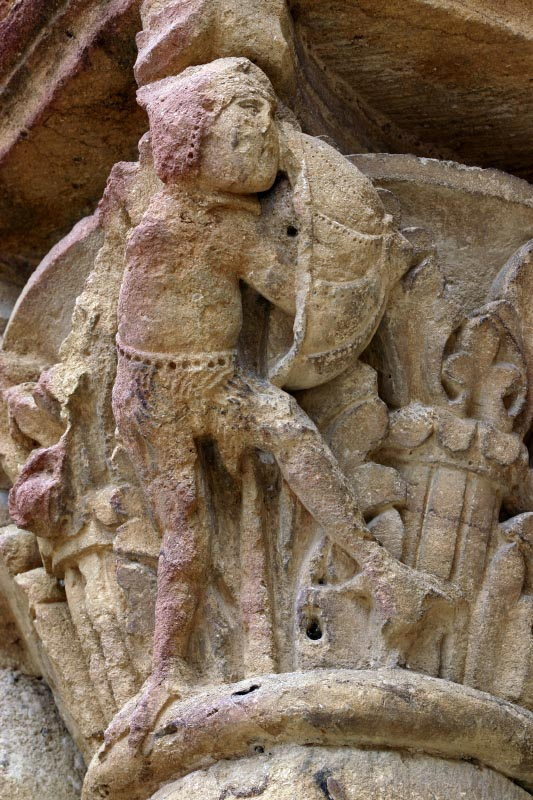
Chapiteau nord du portail.
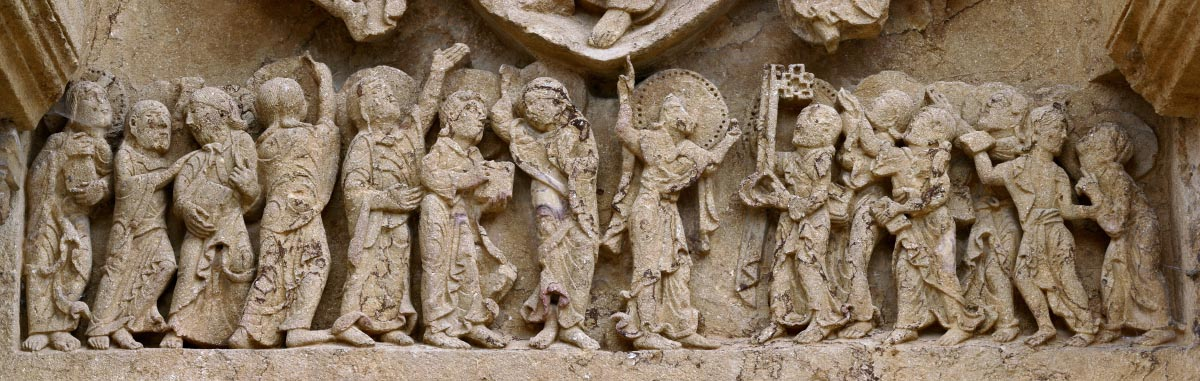
Détail du portail de l'église.
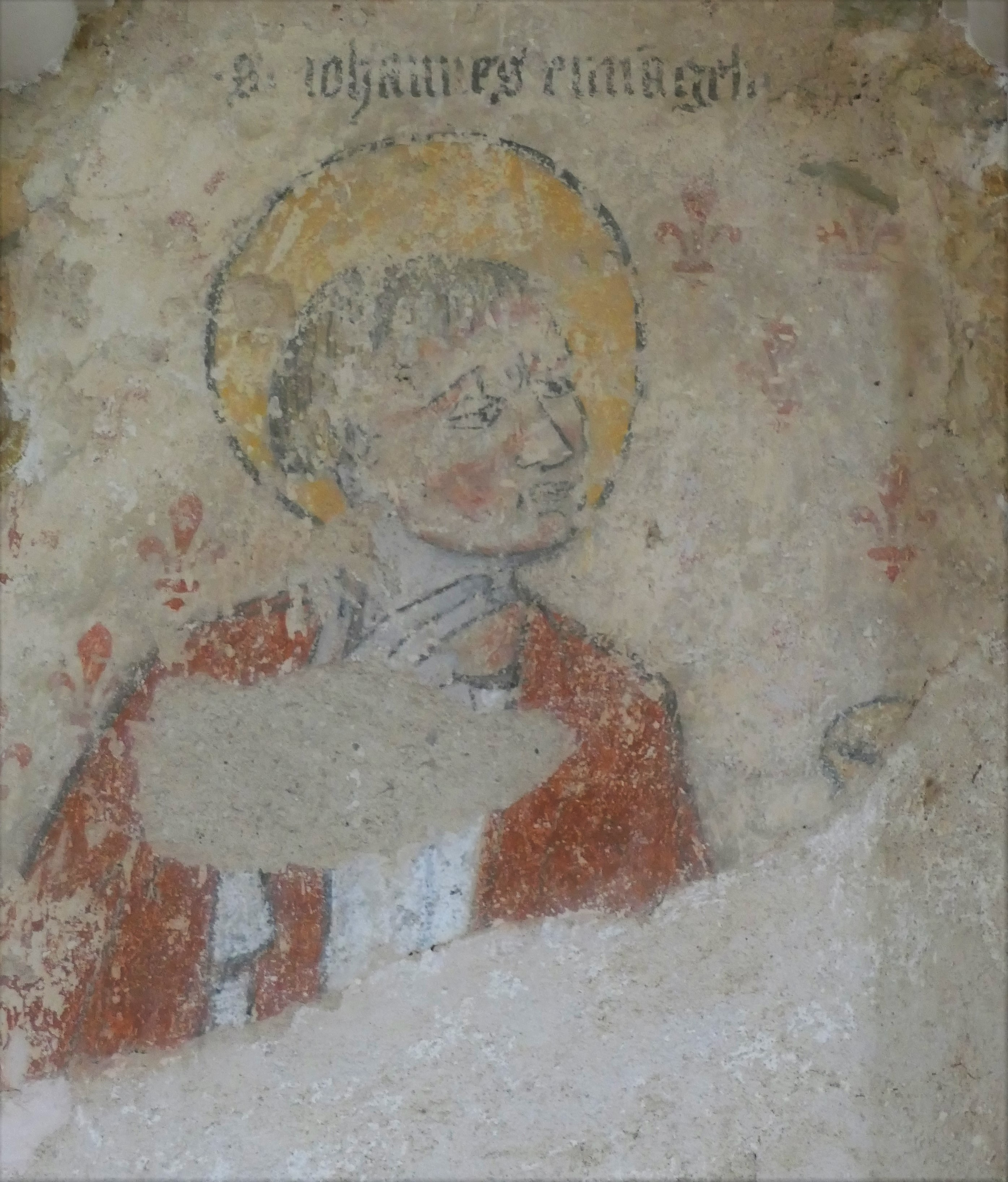
Fresque murale du XVIe siècle, saint Jean l'Evangéliste.
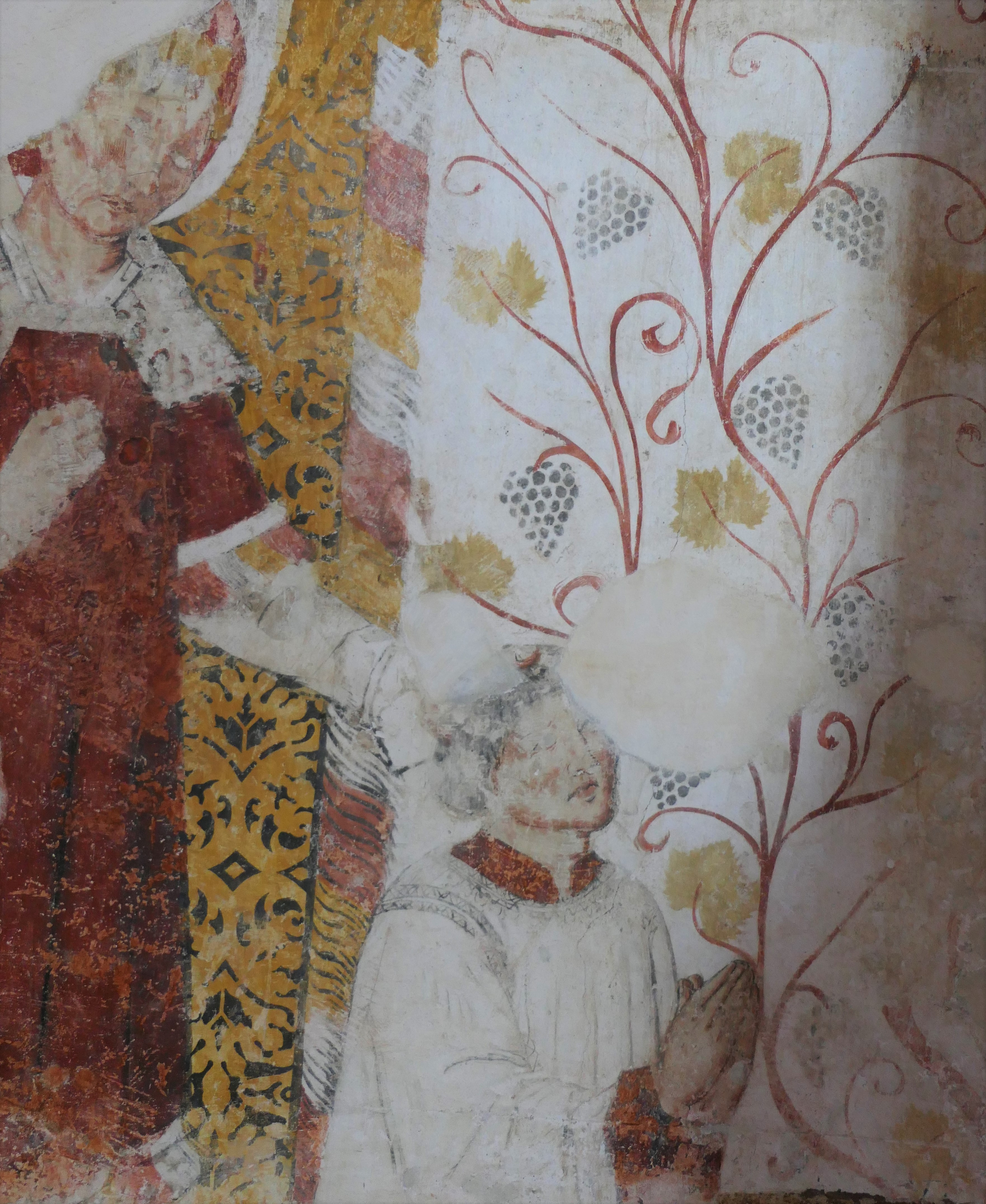
Fresque murale du XVIe siècle, saint Vincent.
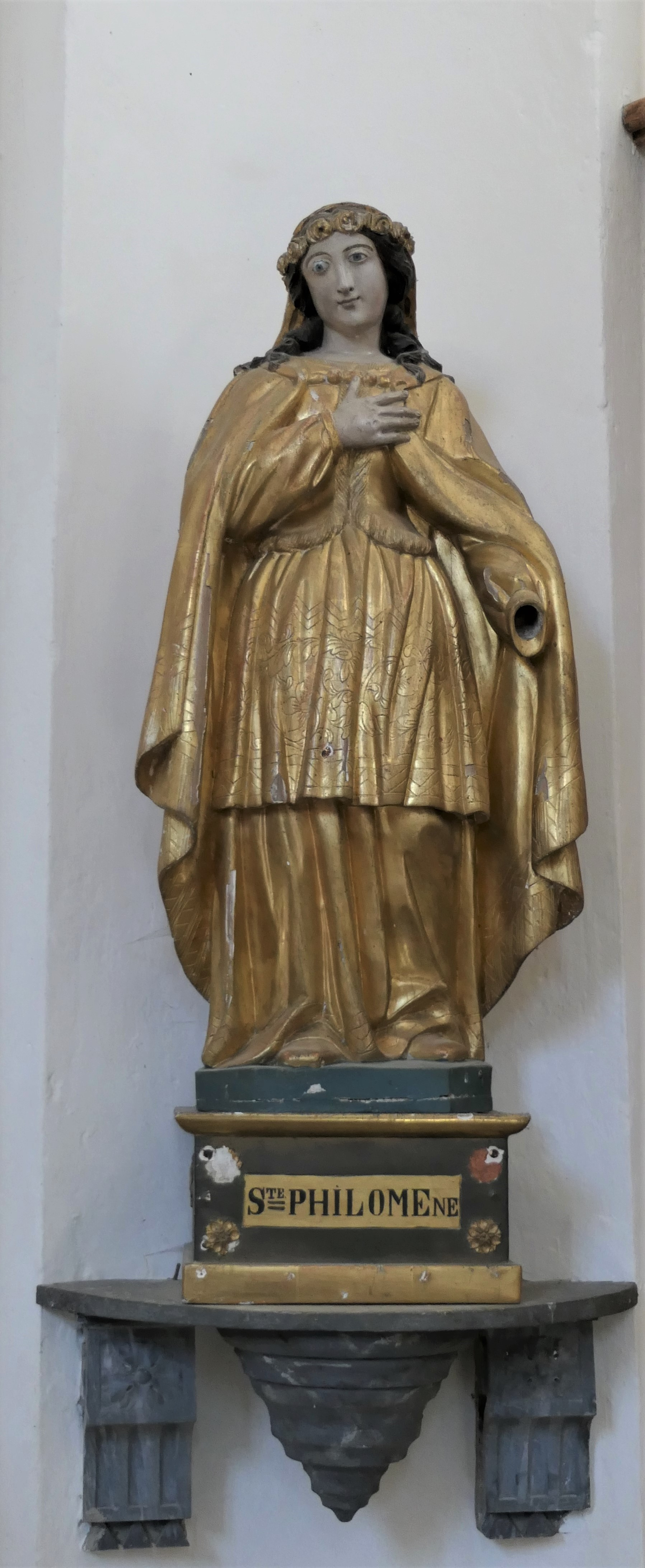
StatuesSainte Philomène.
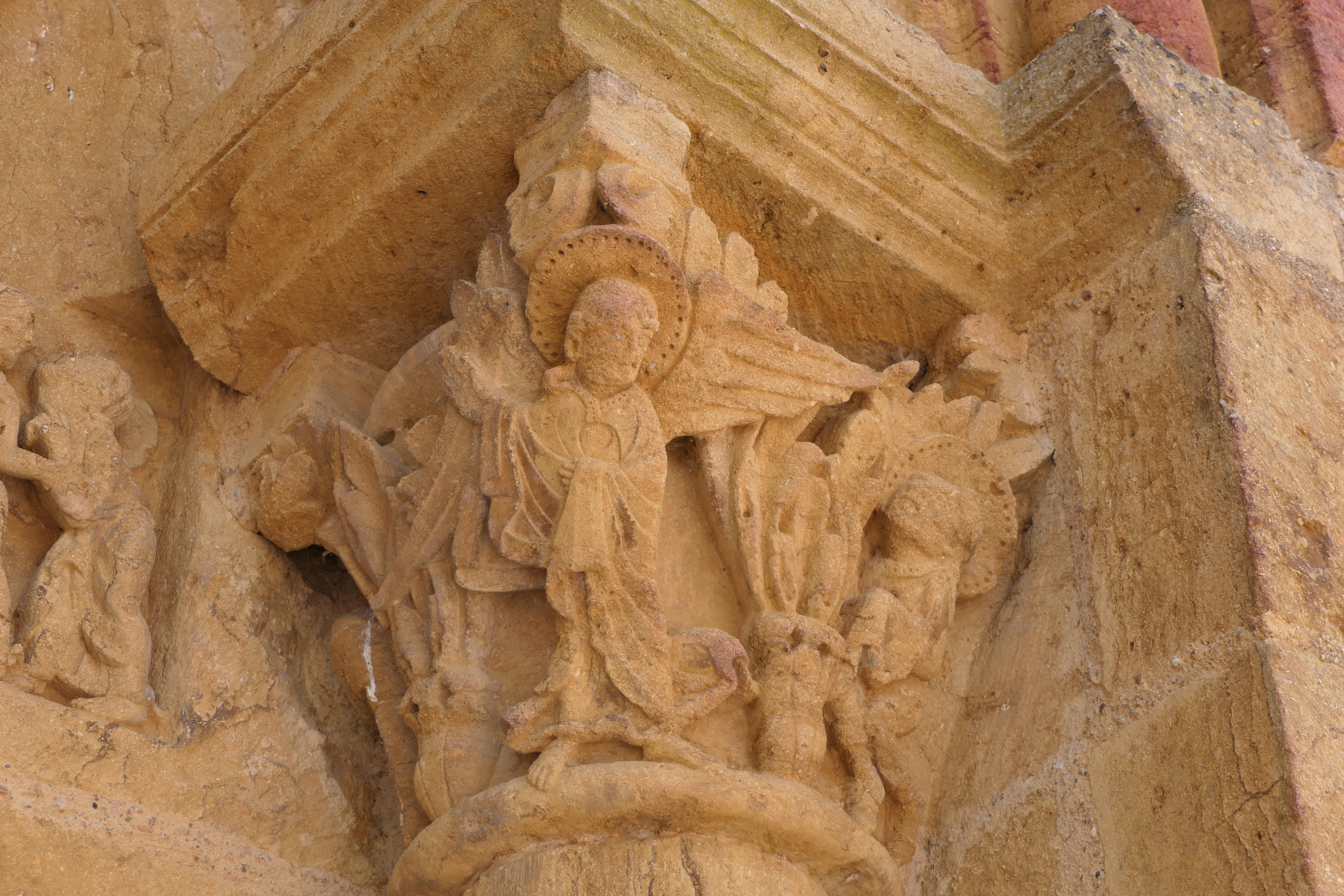
Chapiteau du portail (à droite) Archange saint Gabriel.

### Site naturel de Montceaux-l'Étoile
Composé d'un marais de 3,48 ha entre Paray-le-Monial et Marcigny, il est situé sur les finages de Montceaux-l'Étoile et Vindecy. Cette zone humide fut acquise par le conseil général du département en décembre 2007. Un sentier aménagé permet au public d'approcher le marais après avoir traversé différentes zones humides et d'accéder à un observatoire. On y trouve une flore et une faune très diversifiées.

#### Flore
(Liste non exhaustive)
Hottonie des marais - Inule des fleuves - Hélophyte - Joncs des marais - Scirpe - etc.

#### Faune
Guêpier d'Europe - Loriot d'Europe - Phragmite des joncs - Râle d'eau - Huppe fasciée - Chevreuil - Lièvre - Martre - Ragondin - etc.

### Personnalités liées à la commune
- Claude II de Saint-Georges (1634-1714), archevêque de Lyon.
- Roch-Étienne de Vichy, (1753-1829), ecclésiastique de la noblesse française. Il fut prieur d'Anzy-le-Duc, aumônier de la reine Marie-Antoinette, membre de la Chambre des pairs et conseiller d'État.